# Aravalli (Distrikt)
Der Distrikt Aravalli (Gujarati અરવલ્લી જિલ્લો) ist ein Verwaltungsdistrikt im indischen Bundesstaat Gujarat. Distrikthauptstadt ist Modasa. Der Distrikt ist nach dem Aravalligebirge benannt, hat aber nur einen kleineren Anteil daran. Der Hauptteil des in Gujarat gelegenen Anteils des Aravalligebirges findet sich im benachbarten Distrikt Sabarkantha.

## Geografie und Klima
Der Distrikt liegt im Nordosten Gujarats an der Grenze zum Bundesstaat Rajasthan. Angrenzende Distrikte sind Sabarkantha im Westen, Gandhinagar im Südwesten, Kheda im Süden und Mahisagar im Osten und Südosten. Physiogeografisch kann der Distrikt in zwei Zonen unterteilt werden: die hügeligen Regionen im Norden und Nordosten und die Ebenen im Süden und Südwesten. Die Hügel- bzw. Bergketten nehmen einen Verlauf von Nordosten nach Südwesten bzw. von Norden nach Süden.
Im Distrikt herrscht ein subtropisches Klima mit mäßig niedriger Luftfeuchtigkeit. Es können drei Jahreszeiten unterschieden werden: die Monsunzeit von Mitte Juni bis Oktober, der Winter von November bis Februar, und der Sommer von März bis Juni. Der Großteil des Jahresniederschlags wird während des Südwestmonsuns in der Zeit zwischen Juni und Oktober registriert. Juli und August sind die regenreichsten Monate. Die durchschnittliche jährliche Niederschlagsmenge beträgt 835 mm (Mittelwert der 50 Jahre 1967–2007).

## Geschichte
Der Distrikt wurde am 15. August 2013, symbolträchtig am 67. Jahrestag der Unabhängigkeit Indiens aus sechs der dreizehn Taluks des Distrikts Sabarkantha neu gebildet. Die Regierung des damaligen Chief Ministers von Gujarat Narendra Modi setzte damit ein Wahlversprechen um, das die BJP vor der Wahl in Gujarat 2012 abgegeben hatte. Der Distrikt Aravalli war einer von sieben Distrikten, die an diesem Tag in Gujarat neu entstanden.
Während der britischen Kolonialzeit stand die Region unter der Herrschaft verschiedener Fürstenstaaten, die seit 1820 in der Mahi Kantha Agency administrativ zusammengeschlossen waren. Diese wurde in der Endphase der britischen Kolonialherrschaft in die Western India States Agency integriert. Nach der Unabhängigkeit Indiens kam die Region zum Bundesstaat Bombay, der 1960 in die beiden Staaten Maharashtra und Gujarat geteilt wurde.

## Bevölkerung
Der spätere Distrikt hatte zum Zeitpunkt der Volkszählung 2011 1.023.724 Einwohner (524.103 männlich, 499.621 weiblich). Die Alphabetisierungsrate lag mit 75,84 Prozent unter dem Durchschnitt Gujarats (78,03 Prozent). 126.562 Personen (12,36 Prozent der Bevölkerung) lebten 2011 in städtischen Siedlungen. Der Urbanisierungsgrad war damit deutlich niedriger als der Durchschnitt Gujarats (42,6 Prozent).

## Verwaltung
Im Jahr 2022 war der Distrikt in fünf Taluks unterteilt: Modasa, Bayad, Dhansura, Bhiloda, Malpur und Meghraj.

## Wirtschaft
Bei der Gründung des Distrikts 2013 gab es außer kleineren Industriezonen um die städtischen Siedlungen Modasa, Bhiloda und Dhansura kaum Industrie. Die Landwirtschaft ist der dominierende Wirtschaftssektor. 2016–17 wurden in der Kharif-Saison vorwiegend Baumwolle, Mais, Erdnüsse, Hülsenfrüchte und Gemüse, und in der Rabi-Saison hauptsächlich Weizen, Acker-Senf, Knoblauch, Ingwer, Kreuzkümmel und Gemüse angebaut.

## Besonderheiten

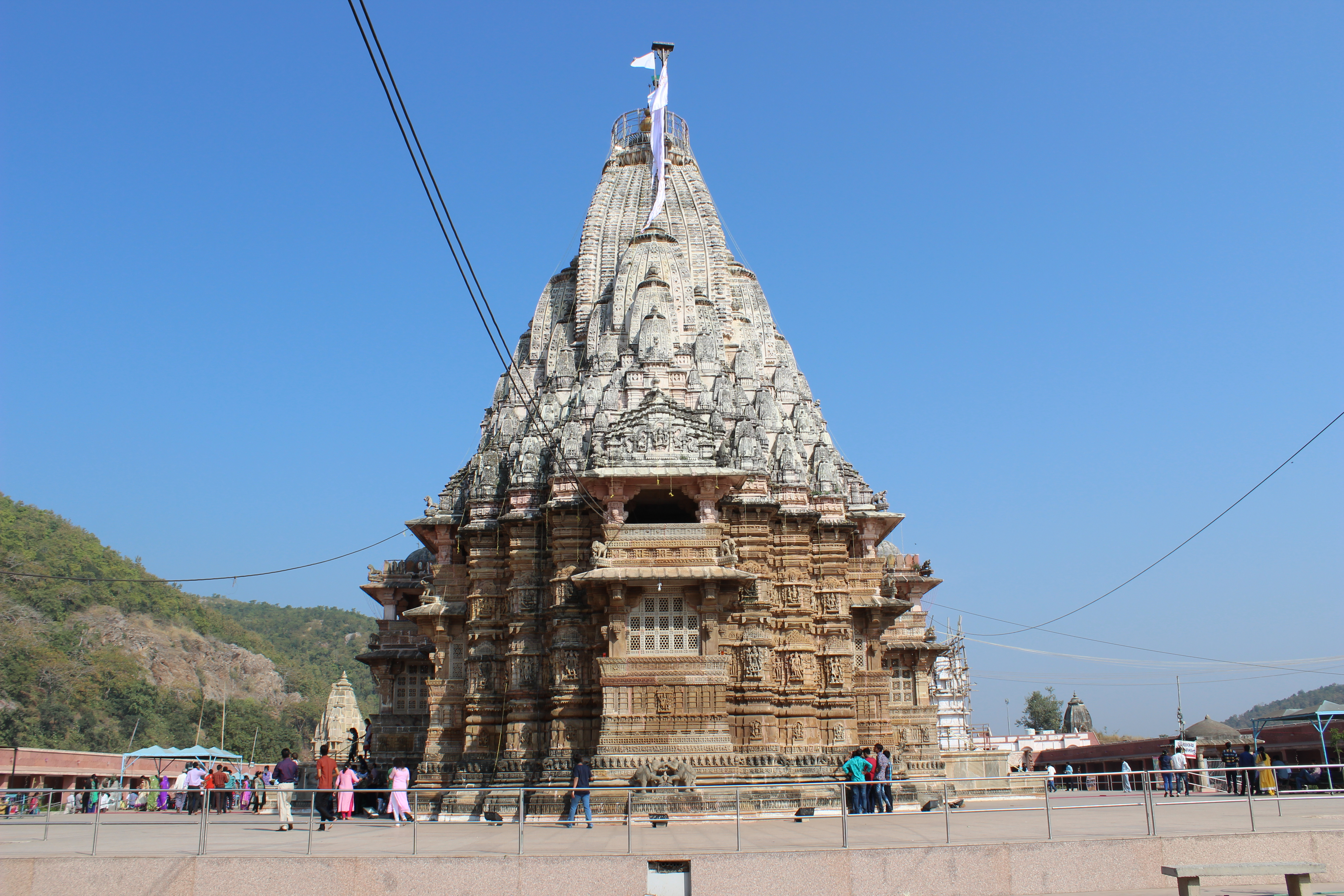
Teilansicht des Shamlaji-Tempels

Als bedeutendste Attraktion des Distrikts gilt der Shamlaji-Tempel, ein Vishnu-Tempel in Bhiloda, der zahlreiche Pilger anzieht.